# Lina Schmidt-Michel
Lina Schmidt-Michel (* 20. Januar 1872 in Idstein als Caroline Elise Henriette Wilhelmine Michel; † 1944) war eine deutsche Malerin, die als Rosenmalerin des Vereins Deutscher Rosenfreunde bekannt wurde.

## Leben und Werk
Caroline „Lina“ Michel wurde am 20. Januar 1872 in Idstein im damaligen Untertaunuskreis geboren. Ihre Eltern waren der Sattler Carl Michel und seine Ehefrau Caroline (geb. Hoffmann).
Wo die junge Frau ihre künstlerische Ausbildung erhielt, ist nicht dokumentiert. Bekannt wurde sie durch ihre naturgetreuen Rosenbilder, die sie im Auftrag des 1883 gegründeten Vereins Deutscher Rosenfreunde für dessen Vereinsorgan, die Rosen-Zeitung, anfertigte. Entdeckt wurde die „nette Frankfurterin, die es verstand, die Rosen nach der Natur zu malen“ von Claus Peter Straßheim, dem Mitbegründer und Schriftleiter des Vereins. In jeder Ausgabe der Fachzeitschrift, die ab 1886 erschien, wurde das Porträt einer neuen Rosensorte als ganzseitige Chromolithographie abgedruckt. Von 1887 an stammten fast alle dieser Rosenbilder von Lina (Schmidt-)Michel. Bis 1921 schuf sie etwa 120 Aquarelle für die Rosen-Zeitung (andere Quellen sprechen von 200).
In den 1890er Jahren wohnte Lina Michel in der damals noch eigenständigen Stadt Bockenheim an der Adresse Sterngasse 3. Am 25. Oktober 1894 heiratete sie in Bockenheim den 1869 geborenen Carl Wilhelm Schmidt. Ihr Ehemann stammte aus Heftrich und diente zu jener Zeit als Unteroffizier im 2. Hannoverschen Ulanen-Regiment Nr. 14. Sein Regiment war zum Zeitpunkt der Heirat im lothringischen Rakringen stationiert. Aus dieser Ehe ging im November 1903 der Sohn Karl Friedrich Theodor und im Februar 1914 die Tochter Gertrud Henriette hervor. Beide Kinder wurden in Lothringen in der Gemeinde Groß-Moyeuvre (später Groß-Mövern) geboren.
Über den Lebensweg der Malerin ist ansonsten wenig bekannt. Da das Regiment ihres Ehemannes nach dem Ende des Ersten Weltkriegs aufgelöst wurde, darf angenommen werden, dass die Familie nicht in Lothringen ansässig blieb. Wie Randvermerke im Heiratsregister belegen, heirateten sowohl der Sohn als auch die Tochter Ende der 1930er Jahre im Ruhrgebiet.
Lina Schmidt-Michel starb einer Quelle zufolge 1944 im Alter von etwa 72 Jahren.

## Werk

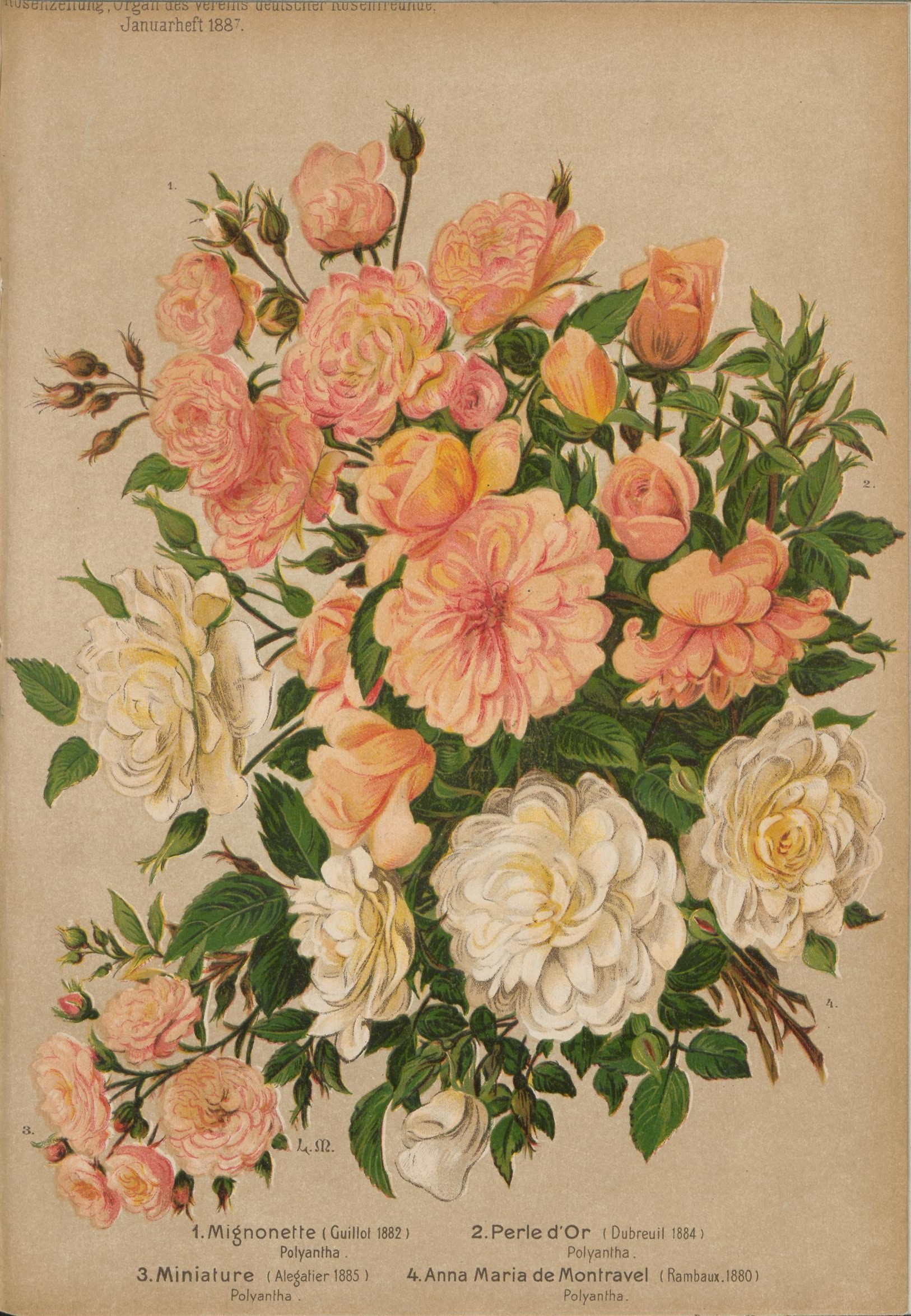
Das erste Rosenporträt von Lina Schmidt-Michel, das in der Rosen-Zeitung veröffentlicht wurde

Ihr erstes Rosenporträt, eine Zusammenstellung von vier neuen Polyantha-Rosen, erschien 1887 im Januarheft der Rosen-Zeitung. Hier signierte sie noch mit „L. M.“, ab 1888 dann mit „L. Michel“ oder „Lina Michel“, und nach ihrer Heirat mit „L. Schmidt-Michel“. Im Laufe der Jahrzehnte wandelte sich ihre Signatur von anfangs bescheidenen, unauffällig platzierten Initialen zu größeren, schwungvoll ins Bild gesetzten Namenszügen.
Lina Schmid-Michel reiste zum Malen zu den Rosenzüchtern, beispielsweise zu Peter Lambert nach Trier, und malte dort pro Tag eine oder zwei Rosen. Oft ließ sie sich von den Züchtern auch zusätzlich Exemplare nach Hause schicken, um Details oder Farbvarianten besser darstellen zu können. Im Sommer 1888 besuchte sie auf Bitten des Vereinsvorstands die Rosenfelder des Züchters Alphonse Soupert in Luxemburg und malte während dieses Aufenthalts 24 Aquarelle.
Manche Werke hatten eine längere Vorgeschichte, bis sie ihren Weg in die Rosen-Zeitung fanden. So wird über die Entstehung des Porträts der Rose ‘König Oskar II von Schweden’ berichtet, der schwedische König habe im Frühjahr 1888 bei einem Besuch im Frankfurter Palmengarten großes Interesse an den Rosen und ihren Namen gezeigt und den Palmengarten-Direktor Siebert autorisiert, eine schöne Neuzüchtung nach ihm zu benennen. Auf Anfrage Sieberts habe der luxemburgische Rosenzüchter Jean Soupert zugestimmt, eine seiner Neuzüchtungen dafür zu verwenden. In der Folge reiste Lina Michel dann nach Luxemburg und malte bei Soupert die Rose „nach der Natur“. Dann sei das Aquarell auf Vermittlung von Direktor Siebert an das schwedische General-Konsulat in Frankfurt weitergeleitet worden, von wo aus letztlich mitgeteilt wurde, der König sei aufgrund der vorzüglichen Eigenschaften der Rose bereit, diese Namenspatenschaft zu akzeptieren. Ende 1888 wurde das Rosen-Porträt dann in der Rosen-Zeitung vorgestellt, und die neue Rosensorte kam im Mai 1889 in den Handel.

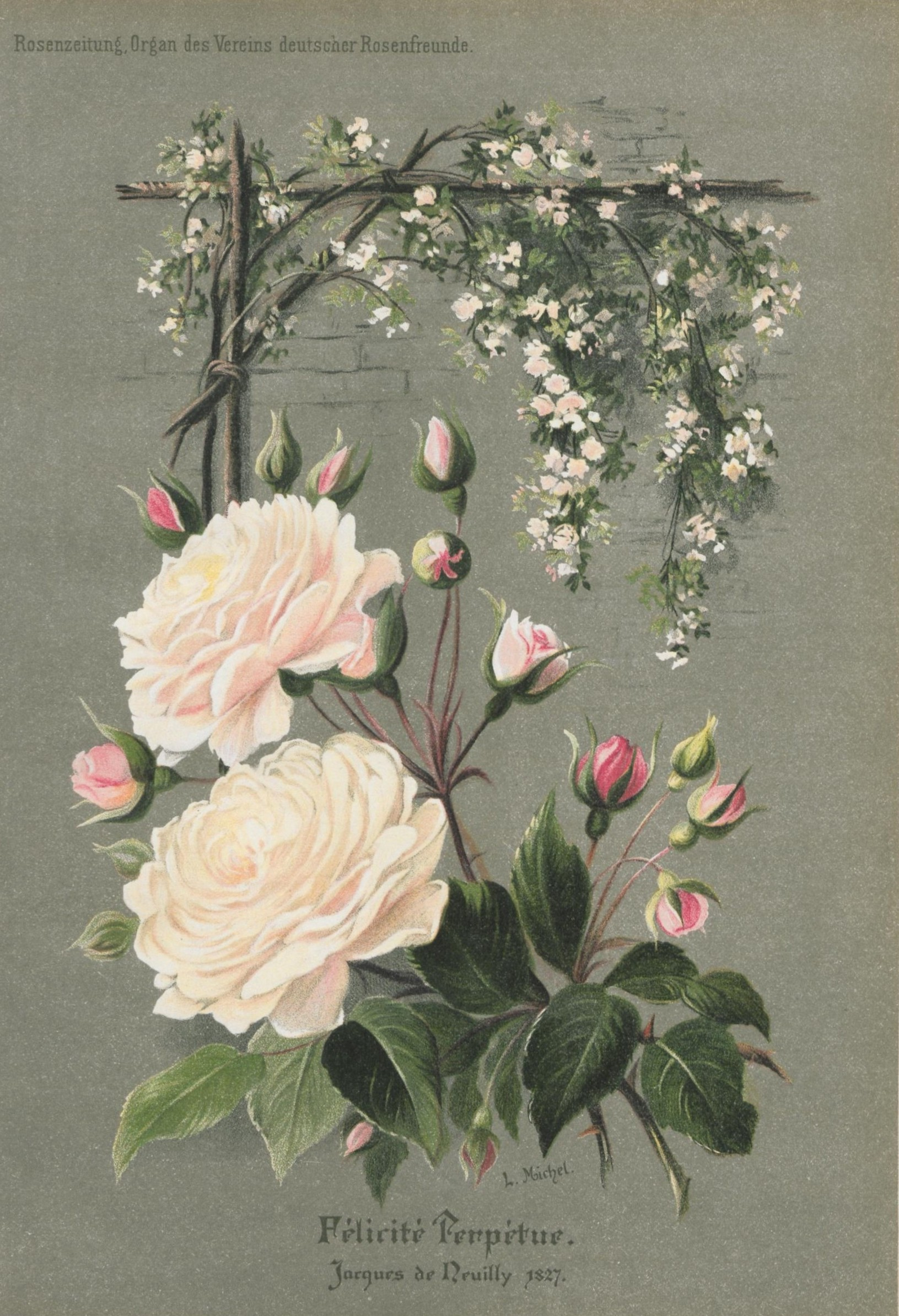
‘Félicité et Perpétue’, 1890

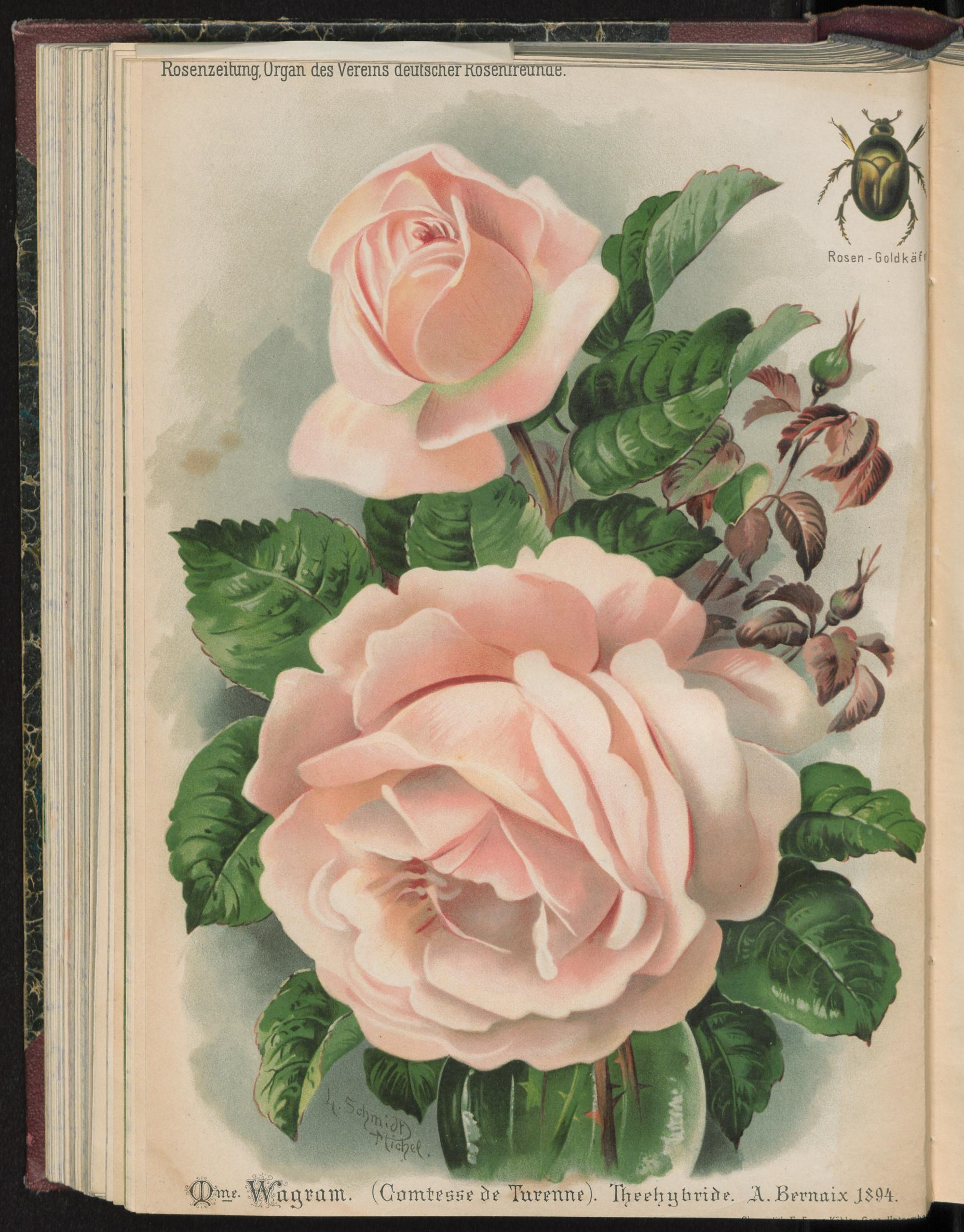
Rose ‘Madame Wagram’ mit einem Rosen-Goldkäfer

Ihrer Kunst der Rosendarstellung waren jedoch auch Grenzen gesetzt. Im Rahmen einer Besprechung neu erschienener Fachbücher schrieb der Rezensent im Mai 1891 in den Mittheilungen der k. k. Gartenbau-Gesellschaft in Steiermark über ihr Gemälde der Kletterrose ‘Félicité et Perpétue’ (ursprünglich veröffentlicht in der Rosen-Zeitung Nr. 6, 1890, hier in einem von C. P. Straßheim veröffentlichten Rosenbuch): 

„Die Abbildung, so schön sie auch ist, vermag kaum eine Vorstellung von der Wirklichkeit zu geben: die Malerin, Fräulein Lina Michel, war nicht imstande, die Blütenfülle auf dem Papier vollends wiederzugeben. Der dargestellte Rosenstock hat über zwei Meter Stammhöhe und vertheilt sich in 42 Äste, welche in dem Augenblicke, als sie gemalt wurden, über 500 Blüten trugen. Eine solche Pflanze gibt ein feenhaftes Bild. Gerade diese Sorte mit ihren leuchtenden, kirschrothen, großen Blüten, wenngleich nur halb gefüllt, ist von großer Wirkung.“

Gemäß einem Beitrag über die Sitzung des Frankfurter Rosisten-Vereins am 20. Juni 1894 malte Schmidt-Michel im Auftrag von C. P. Straßheim „seit längeren Jahren auch Insekten, die er an den Rosen findet und zwar in allen ihren Lebensstadien und Entwicklungsperioden nach der Natur als Aquarell“. Diese Aquarelle sind nach heutigem Kenntnisstand nicht als gesonderte Werke erhalten. Einzelne Individuen sind jedoch auf den Rosen-Porträts zu sehen: bei der Rose ‘Madame Wagram’ oben im Bild ein Rosen-Goldkäfer, bei ‘Gruß an Teplitz’ eine stark behaarte Raupe und bei ‘Prinzessin Luisa von Sachsen’ eine Larve mit Blattläusen.
Anlässlich der Eröffnung des Rosariums Sangerhausen im Jahr 1903 gestaltete Schmidt-Michel eine Grußkarte mit einem Plan des Rosariums und einer Abbildung der deutschen Kaiserin Auguste Viktoria, der Schirmherrin des Vereins Deutscher Rosenfreunde.
Selten meldete sich die Rosenmalerin mit Zuschriften auch selbst in der Rosen-Zeitung zu Wort. So beklagte sie beispielsweise im Jahr 1905 die Mode-Erscheinung, Schnittblumen mit chemischen Mitteln künstlich einzufärben:

„[…] Über Geschmack lässt sich bekanntlich nicht streiten, und angesichts der grünen „Giftrose“ halte ich es nicht für ausgeschlossen, dass unsere Modenärrinnen eines Tages, des ewigen Braun, Blond, Rot etc. müde, ihre Haare schön himmelblau oder moosgrün färben. – Dass aber Gärtner, die so innig mit der Natur leben und ihre Geheimnisse erforschen, die meiner Erfahrung nach fast immer gemütvolle Menschen sind, fertig bringen, die zarten, duftigen, lebendigen Rosenkinder mit schnöder Säure zu vergiften, um sie dann als „grüne Rosen“ zu verkaufen, kann ich nicht verstehen …“

Ihre Werke wurden teilweise auch im französischen Pendant der Rosen-Zeitung, dem Journal des roses, abgedruckt. Fünf Farbtafeln mit ihren Bildern waren bereits 1889 im ersten Katalog der Rosenzüchter Gebrüder Schultheis zu finden (Nachdruck Lübeck 1979).
Zahlreiche der von ihr geschaffenen Illustrationen wurden 1997 in einem Kunstbuch veröffentlicht: Rosen-Porträts. Die schönsten Farbtafeln aus der Rosen-Zeitung 1886-1921. Der Bildband enthält neben einem kurzen Kapitel mit den damals verfügbaren Informationen über die Künstlerin 52 ganzseitige farbige Abbildungen ihrer Werke in der Reihenfolge ihres Erscheinens in der Rosen-Zeitung, darunter auch viele Sorten, die es inzwischen nicht mehr gibt.

## Rose ‘Lina Schmidt-Michel’
Noch zu Lebzeiten der Künstlerin benannte im Jahr 1906 der in Trier ansässige Rosenzüchter Peter Lambert in Anerkennung ihres Lebenswerkes eine Rosensorte nach ihr, die er als zweifarbige Tee-Hybride „lachsrosa mit rötlich-gelbem Grund“ beschrieb. Sie wurde im Rosarium Sangerhausen angepflanzt, wo sie bis heute angeschaut werden kann.
Nachdem in Heft 3/1911 der Rosen-Zeitung eine Beschreibung dieser Rose veröffentlicht worden war, meldete sich Schmidt-Michel im folgenden Heft mit einer Zuschrift zu Wort:

„Es war der Unterzeichneten eine rechte Freude, in der letzen Nummer einmal wieder etwas von ihrer Namensrose zu hören, die sie bereits vergessen glaubte. Es wäre wirklich schade, wenn diese Rose zu den vielen Sorten gehören sollte, die rasch wieder vom Schauplatze verschwinden; sie verdient ein besseres Geschick. Als ich im Sommer 1907 im Rosengarten des Herrn P. Lambert zu Trier Blumen malte, fiel mir ein Rosengebüsch auf, das mit unzähligen zartrosa Blumen bedeckt war, die in Form, Farbe und Haltung außergewöhnlich anmutig wirkten. Ein einziger Stengel mit seinen vielen großen Blüten, reizenden Knopsen und dem schönen Blattwerk genügte als Füllung einer großen Vase. Auf meine Frage nach dem Namen der malerisch schönen Rose sagte mir Herr Lambert, daß sie noch keinen Namen hätte, aber wenn mir der Strauch so gut gefalle, so sollte die Rose meinen Namen tragen. Als ich nun noch von den weitren guten Eigenschaften dieser Lambertschen Züchtung hörte, nahm ich das liebenswürdige Anerbieten natürlich mit Freuden an. Leider scheint meine reizende Namenrose wenig bekannt zu sein, und doch wie schön und dankbar ist diese Rose! Ein Strauch auf einem Rasenplatz in voller Blüte wirkt wie ein Bild, und die einzelne Blüte hat etwas Feeenhaftes in ihrer duftigen Zartheit. Seit einem Vierteljahrhundert male und studiere ich Rosen. Ich würde mir als Namenrose nur etwas so Schönes, wie diese Rose, erwählt haben und möchte ihr darum meine beste Empfehlung mitgeben.“